# Kenneth Andersen
Kenneth Andersen (* 23. Oktober 1967) ist ein dänischer Fußballtrainer. Zuletzt trainierte er den FC Midtjylland.

## Karriere
War bis 2018 Jugendtrainer beim FC Midtjylland, bevor er am 10. Oktober 2018 zum Cheftrainer der Profimannschaft befördert wurde. Andersen trat beim amtierenden dänischen Meister die Nachfolge von Jess Thorup an, der zuvor nach Belgien zu KAA Gent gewechselt war. Als Zweiter qualifizierte sich der FC Midtjylland für die Meisterrunde, in der dem Klub aus dem mitteljütischen Herning, wo der Verein seine Heimspiele austrägt, nicht den Titel verteidigen konnte, sondern dem Rekordmeister FC Kopenhagen den Vortritt lassen musste. Am 19. August 2019 trat er zurück.